# Crack Ignaz

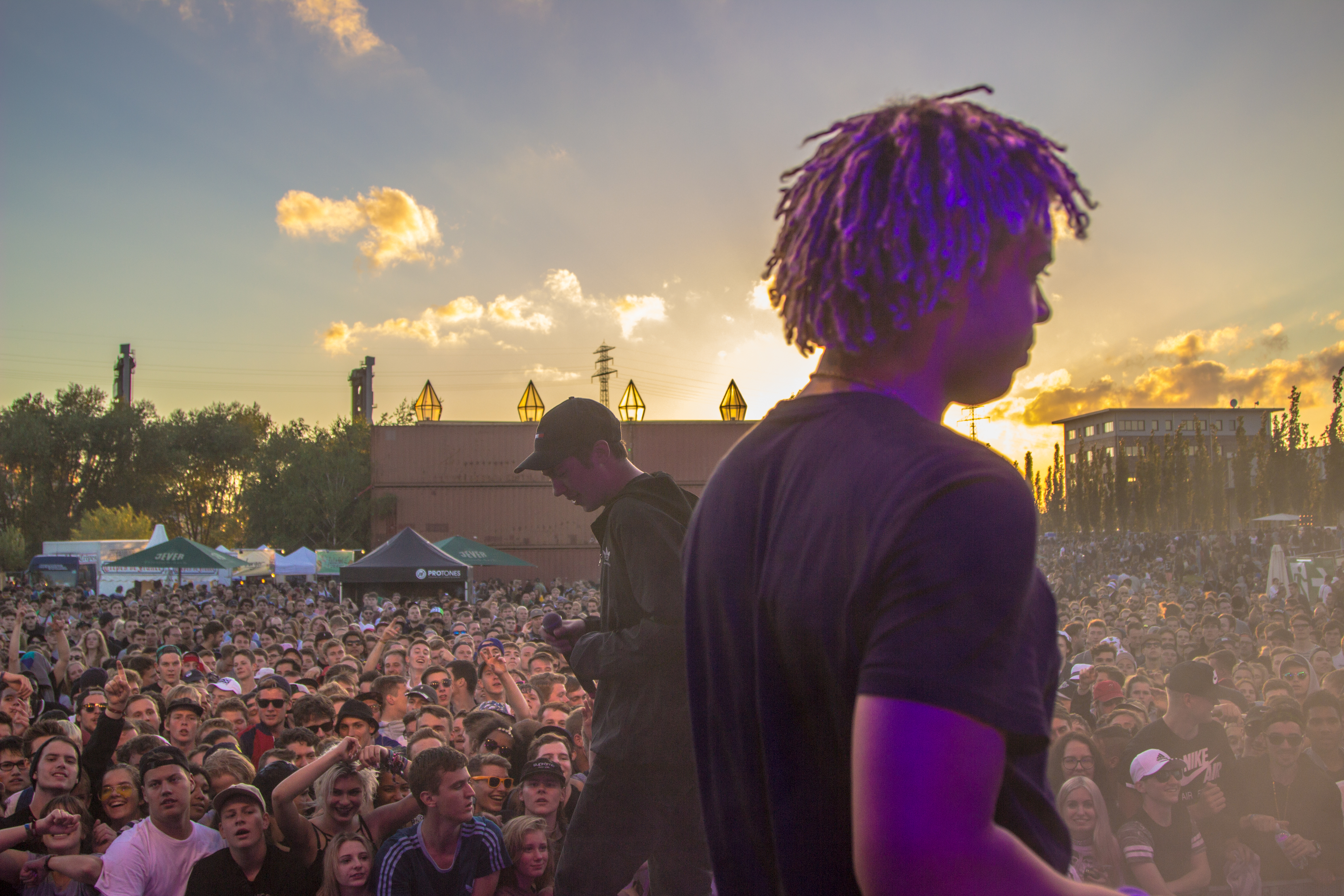
Crack Ignaz (im Vordergrund) und LGoony auf dem Spektrum 2016

Crack Ignaz (bürgerlich Betini Udosen) ist ein österreichischer Rap-Musiker aus Salzburg.

## Karriere
Erstmals auf sich aufmerksam machte Crack Ignaz 2013 mit den Songs Elvis, Based im Nebel und Herbert Prohaska. Zu seinen frühen Veröffentlichungen gehört auch das Mixtape Swag Tape. Sein markanter, in starkem Salzburger Dialekt gehaltener Rap orientiert sich stilistisch an aktuellen amerikanischen Rappern wie ASAP Rocky.
Bevor 2015 sein Debütalbum erschien, war Crack Ignaz als Gast auf dem Chartalbum Der Riese im Glashaus von Skero vertreten. Im Juli wurde das Album Kirsch über das deutsche Label Melting Pot Music veröffentlicht. Gleichzeitig war er Soundpark Act des Monats beim Sender FM4 (ORF-Jugendkanal). Anfang 2016 wurde er für den Amadeus Austrian Music Award in der Kategorie „HipHop / Urban“ und für den FM4 Award, der im Rahmen des Amadeus Austrian Music Award verliehen wird, nominiert.
Kurz zuvor war bereits sein zweites Album Geld Leben erschienen, das er zusammen mit dem Musiker und Produzenten Wandl aufgenommen hatte. Damit schaffte er Ende Januar 2016 den Einstieg in die österreichischen Charts.
Am 19. Januar 2016 veröffentlichte Crack Ignaz zusammen mit dem deutschen Rapper LGoony das Album Aurora, welches kostenlos im Internet heruntergeladen werden kann.
Am 24. November 2017 erschien die EP New Level zusammen mit Soufian und LGoony. Am 13. Dezember 2017 nahmen die drei Rapper als Team New Level am Red Bull Soundclash teil.
Im Jahr 2020 veröffentlichte Crack Ignaz das Album Sturm und Drang. Darüber hinaus veröffentlichte er gemeinsam mit Techno-Duo Modeselektor und dem Hip-Hop-Kollektiv KitschKrieg den Song Nein du liebst mich nicht. Dieser erschien auf dem Album, das wie das Kollektiv den Namen KitschKrieg trägt. Neben Crack Ignaz wirkten bei dem Album bekannte Größen aus der deutschsprachigen Rap- und Popszene mit, darunter Peter Fox, RIN und Nena.
2021 erhielt er für das Lied Nicht von hier, in dem er sich mit Alltagsrassismus auseinandersetzt, die er als Schwarzer Österreicher erfährt, den Message Award.

## Diskografie (Auswahl)
Alben und Mixtapes
- 2012: Swag Tape (Selbstverlag)
- 2013: buttmeingoa/FREEKONY2013 (Selbstverlag)
- 2014: Ewige Nacht 500000 (Selbstverlag)
- 2015: Kirsch (Melting Pot Music / Groove Attack)[8][9]
- 2016: Geld Leben (Crack Ignaz & Wandl; Melting Pot Music / Groove Attack)[10]
- 2016: Aurora (LGoony & Crack Ignaz; frei erhältliches Album)[11][12]
- 2016: Marmeladé
- 2018: Bullies in Pullis II (Young Krillin & Crack Ignaz; Hector Macello Records)
- 2020: Sturm und Drang

Singles und EPs
- 2013: Elvis (Up My Alley)[13]
- 2017: New Level (EP) (Crack Iganz, Soufian, LGoony)
- 2020: Herzschmerzgang
- 2020: Vöslau
- 2020: WAH
- 2020: Neontränen
- 2020: Bipolar
- 2020: Sang (EP)
- 2021: Lass die Tränen (mit Bvrger)
- 2021: Eisboss (EP) (mit Polly Hertz)
- 2022: König der Alpen
- 2022: Blauer Dolch, Schwarzes Blut (EP)